# Carl-Erik Ohlson
Carl-Erik Ohlson (Hälleviksstrand, 23 settembre 1920 – Göteborg, 24 dicembre 2015) è stato un velista svedese, vincitore della medaglia di bronzo nella classe 5,5 metri a Helsinki 1952 a bordo dell'imbarcazione Hojwa insieme ai fratelli Folke e Magnus Wassén.
Dopo la carriera agonistica diventò un costruttore di barche insieme al fratello Einar, creando tra le altre la Rush V a bordo di quale Lars Thörn, Hjalmar Karlsson e Sture Stork vinsero la medaglia d'oro a Melbourne 1956.

## Palmarès
- Giochi olimpici

Helsinki 1952: bronzo nella classe 5,5 metri.